# Symphonia Colonialis
Symphonia Colonialis es una película sobre la música clásica brasileña, rodada en 1991. El director es el cineasta alemán Georg Brintrup. 

## Argumento
En el archivo de la orquesta Ribeiro Bastos se encontró una caja llena de documentos inexplorados del siglo XVIII, época en la que Brasil era todavía una colonia de la Corona portuguesa. Entusiasmado por este descubrimiento, un joven musicólogo emprende el viaje a la pequeña ciudad de São João del Rei, en el estado brasileño de Minas Gerais, en la cual tenía su sede la orquesta. Este conjunto musical se compone sobre todo de músicos mulatos « amateurs », cuyos antepasados eran esclavos. La orquesta tiene una tradición de más de doscientos años.    

En los documentos, algunos miembros que habían pertenecido a una compañía de ópera de Nápoles y que habían viajado a Brasil para representar la obra « Nina, pazza per amore » de Giovanni Paisiello, describen su viaje. Describen también su encuentro y su colaboración con un compositor llamado Antônio Francisco da Cunha, un mulato de São João del Rei. Gracias a su talento musical, este último, ya desde su niñez, había podido aprovechar una ley particular de Minas Gerais paras obtener la llamada « Carta de Alforia », un acta que le garantizaba la liberación de la esclavitud. Admitido como miembro de una confraternidad de ex-esclavos, el joven Antonio tuvo la posibilidad de perfeccionar su talento y convertirse en uno de los compositores de música barroca más importantes del estado de Minas Gerais.    

Por otra parte, según los documentos, el compositor cultivaba una estrecha amistad con el poeta Claudio Manuel Rezende, simpatizante de la « Inconfidencia Mineira », un movimiento de independencia clandestino. Por haber protegido Rezende en su casa, Antonio Francisco fue acusado de simpatizar, él también, con el movimiento, que luchaba igualmente por la abolición de la esclavitud. El poeta fue capturado y condenado a muerte mientras que Antonio Francisco, por su celebridad, recibió la amnistía. Pero desde ese momento, una idea no lo dejaba en paz: La de continuar siendo un esclavo de la corona de Portugal, no obstante su liberación. Con el recuerdo vivo de su origen, se retiró y compuso un famoso Te Deum. La música se volvió en él el único verdadero camino de la libertad. 

## Reparto
- Elder G. da Silva Santos: Antônio Francisco da Cunha (joven)

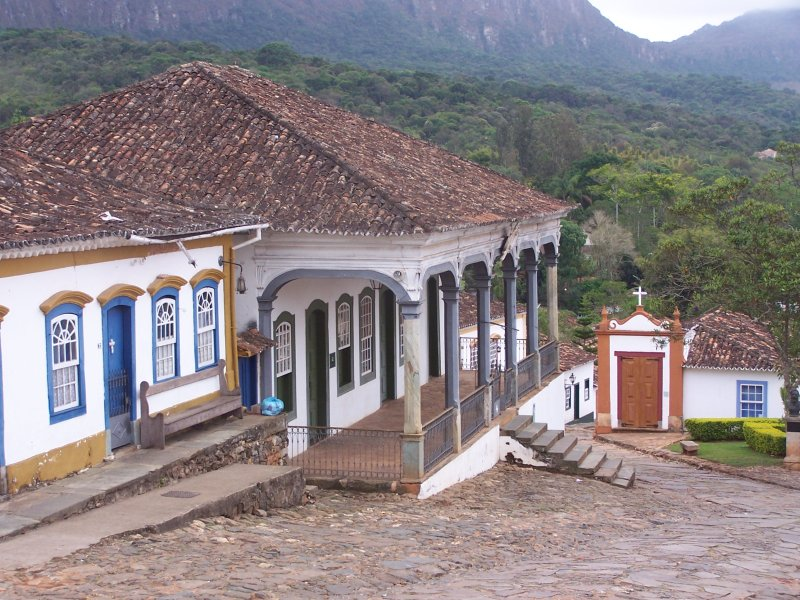
Tiradentes

- Luiz António Rodrigues: Antônio Francisco da Cunha (adulto)
- Iván Capua: musicólogo
- José María Neves: director de orquesta / Ignácio Marcos Coutinho
- Luis d’Angelo Pugliese: João da Rocha
- Luciano Mauricio: Claudio Manuel Rezende
- Cynara Bruno: Giuditta Patti
- Stefano Oppedisano: Narrador italiano
- Caterina Venturini: Narrador italiano
- Renato Scarpa: Narrador italiano

## Comentario
La película, que reviste la forma de un ensayo cinematográfico, ofrece una visión del trasfondo de la música clásica brasileña, descubierta de nuevo, mediante las investigaciones de los años 1940, gracias al musicólogo germano-uruguayo Francisco Curt Lange (1903–1997). 
El argumento de la película sigue dos líneas paralelas en dos épocas diferentes:
1. El trabajo de la orquesta Ribeiro Bastos[2] ante y durante la Semana Santa del año 1991, en São João del Rei;
2. La representación de la biografía imaginaria del mulato Antônio Francisco da Cunha - desde la esclavitud hasta su ascenso como compositor de música sacra clásica, durante los años del cambio del siglo XVIII al siglo XIX.[3] La biografía imaginaria de Da Cunha fue elaborada usando elementos y episodios sacados de diversas biografías de compositores brasileños de la época de oro de la música barroca de Minas Gerais: João de Deus de Castro Lobo (1794–1832), José Joaquim Emerico Lobo de Mesquita (1746–1805), Ignácio Parreiras Neves (1730?–1794), Francisco Gomes da Rocha (1754?–1808), Marcos Coelho Neto (1763–1823), José Maurício Nunes García (1767–1830) e Antônio dos Santos Cunha (1800–1822).

Las escenas históricas de la película fueron rodadas, en su mayoría, en Tiradentes, no lejos de São João del Rei.

## Festivales y teletransmisiones
La « Premiere » brasileña de la película tuvo lugar en octubre de 1991 durante la XV edición São Paulo International Film Festival. La primera transmisión de TV en Alemania fue el 1. De octubre de 1991 en el canal SWF. El canal HR ha transmitido la película el 30 de agosto de 1992 y en marzo de 1995. Durante el „Festival del siglo XVIII “ en Lecce (It.), la película fue proyectada el 25 de mayo de 2010.